# 대한민국 형법 제210조
대한민국 형법 제210조는 위조통화취득후의 지정행사죄에 관한 형법 각칙의 조문이다. 외국인이 한국 밖에서 이 범죄를 저지르더라도 예외적으로 처벌하고 있다

## 조문
제210조 【위조통화취득후의 지정행사】
제207조 기재의 통화를 취득한 후 그 정을 알고 행사한 자는 2년 이하의 징역 또는 500만원 이하의 벌금에 처한다.

## 같이 보기
- 통화에 관한 죄
- 대한민국 형법 제207조

1. ↑  대한민국 형법 제5조(외국인의 국외범)